# Nervous Germans
Die Nervous Germans sind eine deutsche New-Wave-Gruppe aus den frühen 1980er Jahren.

## Geschichte
Gegründet wurde die Gruppe 1980 von Grant Stevens (u. a. Unheilig) zusammen mit Micki Meuser, Edgar Liebert (Zeltinger Band, Ina Deter) und Manni Holländer. Grant Stevens und Micki Meuser waren die Beständigkeit der Gruppe, wohingegen der Rest der Mitglieder häufig wechselte. Weitere Mitglieder waren Udo Dahmen (Kraan), Steve Carroll (Praying Mantis), Robbie Vondenhoff (Zeltinger Band, Ina Deter), Mike Rossi (Slaughter and the Dogs), Alan Darby (Cockney Rebel, Eric Clapton), Hitta Thomas (Zeltinger Band) und Frank Jermann.
Im Jahr 1981 veröffentlichten sie ihr Debütalbum Nervösen Deutschen (englischer Veröffentlichungsname: Desolation Zone 1982), bei welchem Udo Dahmen von Kraan das Schlagzeug spielte. Ihr zweites Album Summer of Love von 1983 war gleichzeitig auch ihr letztes Album, sie lösten sich nach einem Auftritt (mit Mitch Ryder) am 1. Juli 1984 in Linnich auf.
Der Name Nervous Germans wurde Micki Meuser von Alex Londner vorgeschlagen, wahrscheinlich im Hinblick auf ein Deutschland als eventuelles nukleares Schlachtfeld nach dem NATO-Doppelbeschluss von 1979. Gerade gegründet hatten sie zunächst als Begleitband für Bettina Wegner 1980 die LP Wenn meine Lieder nicht mehr stimmen aufgenommen.
Nervous Germans hatte eine Aufnahmesession beim legendären englischen Radio-DJ John Peel (Peel Sessions) im Oktober 1980, produziert von Bob Sargeant (The Beat).
Auftritte bestritten sie vor allem in Deutschland, Belgien, den Niederlanden, Großbritannien, der Schweiz und Österreich.
Laut offiziellem Facebook-Profil der Band gab es Ende 2012 eine Neugründung. Aktuell arbeiten die Nervous Germans an neuem Material, welches zur Probe gehört werden kann. Diese Vermutung wird durch aktive Songveröffentlichungen unterstützt.

## Diskografie
- 1981: Nervösen Deutschen (Album, Up Records)
- 1982: Desolation Zone (Album, Rondelet Music & Records; englische Veröffentlichung von Nervösen Deutschen)
- 1982: These Boots Are Made for Walking (7"-Single, Rondelet Music & Records)
- 1983: Summer of Love (Album, Vertigo)
- 1983: Summer of Love (7"-Single, Vertigo)
- 1983: Water into Wine (12"-Single, Vertigo)
- 2012: ¡Yeah Yeah! (7"-Single)
- 2013: Invisible Sign (CD-Single)
- 2013: Preloved (EP)
- 2014: Volatile (Album)
- 2014: Rainbow (CD-Single)
- 2015: From Prussia with Love (Album)
- 2017: The Creeps Are Back in Town (EP)